# И всё же Лоранс
«И всё же Лора́нс» (англ. Laurence Anyways) — третий фильм канадского режиссёра Ксавье Долана. Премьера состоялась 18 мая 2012 года на Каннском кинофестивале в программе «Особый взгляд», в рамках которой актриса Сюзанн Клеман получила приз за лучшую женскую роль.

## Сюжет
Главный герой Лоранс признаётся своей девушке Фред, что она — трансгендерная женщина. Эта история о том, как главный герой меняется на протяжении долгого времени и старается найти свое место в мире, сталкивается с негативным общественным мнением и пытается наладить отношения с Фред, которая не может смириться с данными переменами.

## В ролях
- Мельвиль Пупо — Лоранс
- Сюзанн Клеман — Фред
- Натали Бай — Жюльен
- Мония Шокри — Стефи
- Антуан-Оливье Пилон — подросток
- Сьюзи Алмгрен — журналист
- Ив Жак — Мишель Лафортуна
- Анн-Элизабет Боссе — Мелани
- Анн Дорваль — Марта Дельтей
- Софи Фошер — Андре Беллер
- Магали Лепин-Блондо — Шарлотта
- Дэвид Савард — Альберт
- Кэтрин Бегин — мама Роуз
- Эммануэль Шварц — малышка Роуз
- Патриция Туласне — Шоки Роуз

## Съёмки
Режиссер Ксавьер Долан был вдохновлен историей Люс Байярже. В то время Долан не знал, что его продюсер Лиз Лафонтен была девушкой Байярже и что у них есть сын Микаэль. Прежде чем снимать фильм, Лафонтен попросил согласия Байярже и её детей. Луи Гаррель должен был сыграть главную роль, но выбыл до начала съемок. Его заменил Мельвиль Пупо.